# Westhoofd
Het Westhoofd is een vuurtoren bij Ouddorp, in de Nederlandse provincie Zuid-Holland, in de duinen bij de Groenedijk.

## Oude Westhoofd
Al sinds 1552 brandde er een verkenningslicht op de Toren van Goedereede. Omdat dit licht niet meer zichtbaar genoeg was werd tussen 1911 en 1912 op het Westhoofd een vuurtoren gebouwd naar ontwerp van B.A. Verhey. Het was de eerste Nederlandse vuurtoren van gewapend beton. Het optiek van de Toren van Goedereede werd overgeplaatst op deze nieuwe toren.
Op 5 mei 1945, aan het einde van de Tweede Wereldoorlog, werd de vuurtoren door de Duitse bezetters vernietigd met explosieven. Het optiek was op tijd veilig gesteld en werd later gebruikt op de vuurtoren van Ameland.
Tegelijk met de toren werden twee lichtwachterswoningen gebouwd. Deze zijn nog aanwezig.

## Nieuwe Westhoofd
De huidige 52,3 meter hoge vierkante toren is na de Tweede Wereldoorlog gebouwd op de locatie van de oude vuurtoren naar ontwerp van rijksbouwmeester Gijsbert Friedhoff. Het is een betonskelet met bakstenen bekleding. Hierin werden ijzeren staven gebruikt die afkomstig waren uit de oude vuurtoren. In 1950 werd het licht voor het eerst ontstoken.
In 1989 is een radarantenne aangebracht op de toren. Hiervoor moest de walmbol wijken. Deze werd geplaatst op een zuil in een plantsoen in het dorp Ouddorp.
In 2018-2019 is de toren gerestaureerd en opnieuw geverfd. De schacht van het rijksmonument is sindsdien purperrood. Met deze opvallende kleur heeft het college van B&W ingestemd omdat dit het meest lijkt op het oorspronkelijke 'vuurtorenrood', dat niet meer verkrijgbaar was. De schilderbeurt was onderdeel van restauratie van de toren.
In 2007 werd de vuurtoren een rijksmonument. Hij wordt onregelmatig bemand, staat in beschermd gebied en is niet toegankelijk voor publiek.

## Licht
Het lichtkarakteristiek is drie schitteringen per 15 seconden, dit is hetzelfde karakter als de vuurtoren op Ameland. Het licht heeft een lichtsterkte van 5.200.000 candela en een zichtbaarheid van 30 zeemijlen.